# 阿谢 (上索恩省)
阿谢（法語：Achey，法語發音：[aʃɛ]）是法国上索恩省的一个市镇，属于沃苏勒区。

## 地理
阿谢（47°34'27"N, 5°36'28"E）面积7.05 平方千米，位于法国勃艮第-弗朗什-孔泰大區上索恩省，该省份为法国东部内陆省份，北起顺时针与孚日省、贝尔福地区省、杜省、汝拉省、科多尔省和上马恩省接壤。
与阿谢接壤的市镇（或旧市镇、城区）包括：德兰、弗拉蒙、蒙托。

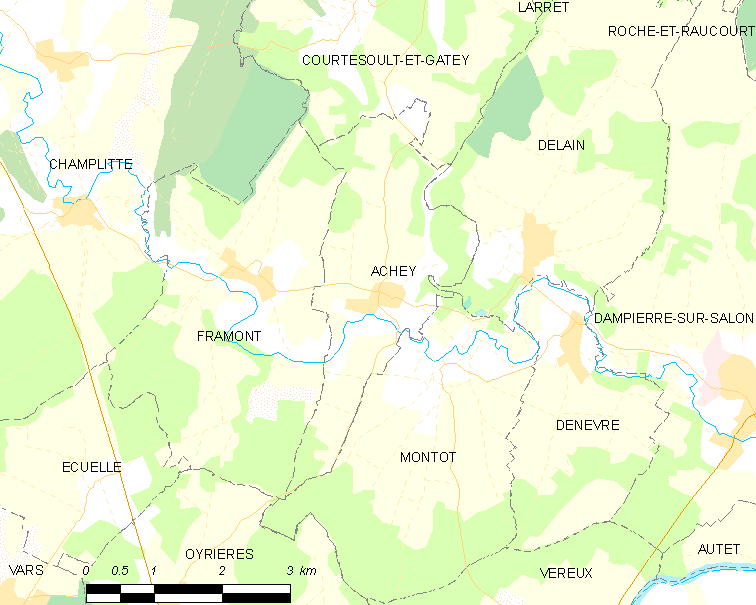
的OSM定位图

阿谢的时区为UTC+01:00、UTC+02:00（夏令时）。

## 行政
阿谢的邮政编码为70180，INSEE市镇编码为70003。

## 政治
阿谢所属的省级选区为萨隆河畔当皮埃尔县。

## 人口

1962-2008年间人口变化图示

阿谢于2022年1月1日时的人口数量为70人。